# The Shore
The Shore é um curta-metragem dramático do britânico de 2010, dirigido e escrito por Terry George. Venceu o Oscar de melhor curta-metragem em live action na edição de 2011.

## Elenco
- Ciarán Hinds
- Conleth Hill
- Kerry Condon
- Maggie Cronin